# Masala (cine)
El género de películas masala incluye aquellas que son una mezcla de géneros en un solo trabajo. Normalmente estos films mezclan libremente acción, comedia, romance, drama o melodrama. También pueden ser musicales incluyendo canciones grabadas en localizaciones pintorescas.
Recibe su nombre del masala, una mezcla de especias de la Gastronomía de India. De acuerdo con The Hindu, masala es el género más popular en el cine indio. Las películas masala tienen sus orígenes en los films producidos en Bollywood durante los años 70 del siglo XX y hoy son más comunes allí y en el sur de la India.